# Оксамитниця Ютта
Оксамитниця Ютта (Oeneis jutta) — вид денних метеликів з родини сонцевиків (Nymphalidae).

## Поширення
Вид поширений на півночі Європи та Азії і в Північній Америці. В Україні трапляється на Поліссі. Вперше спостерігався у 2003 році у Житомирській, а у 2005 році — на півночі Рівненської області.

## Опис
Довжина переднього крила 21-32 мм, розмах крил 45-60 мм. Крила зверху темно-коричневі з дрібними (у самця) або досить великими (у самиці) чорними плямами з вохристими обідками. Передні крила самця зверху з широкою чорною андроконіальною плямою, витягнутою уздовж заднього краю центрального осередку. Задні крила обох статей знизу темно-попелясті з майже такого ж кольору серединною перев'яззю, обмеженою чорною звивистою лінією, краще вираженою зовні. Передні крила знизу бурі з однією апікальною плямою або серією плям на зовнішньому полі, оточеною вохристою облямівкою; вершина і частково зовнішній край крила темно-попелястий.

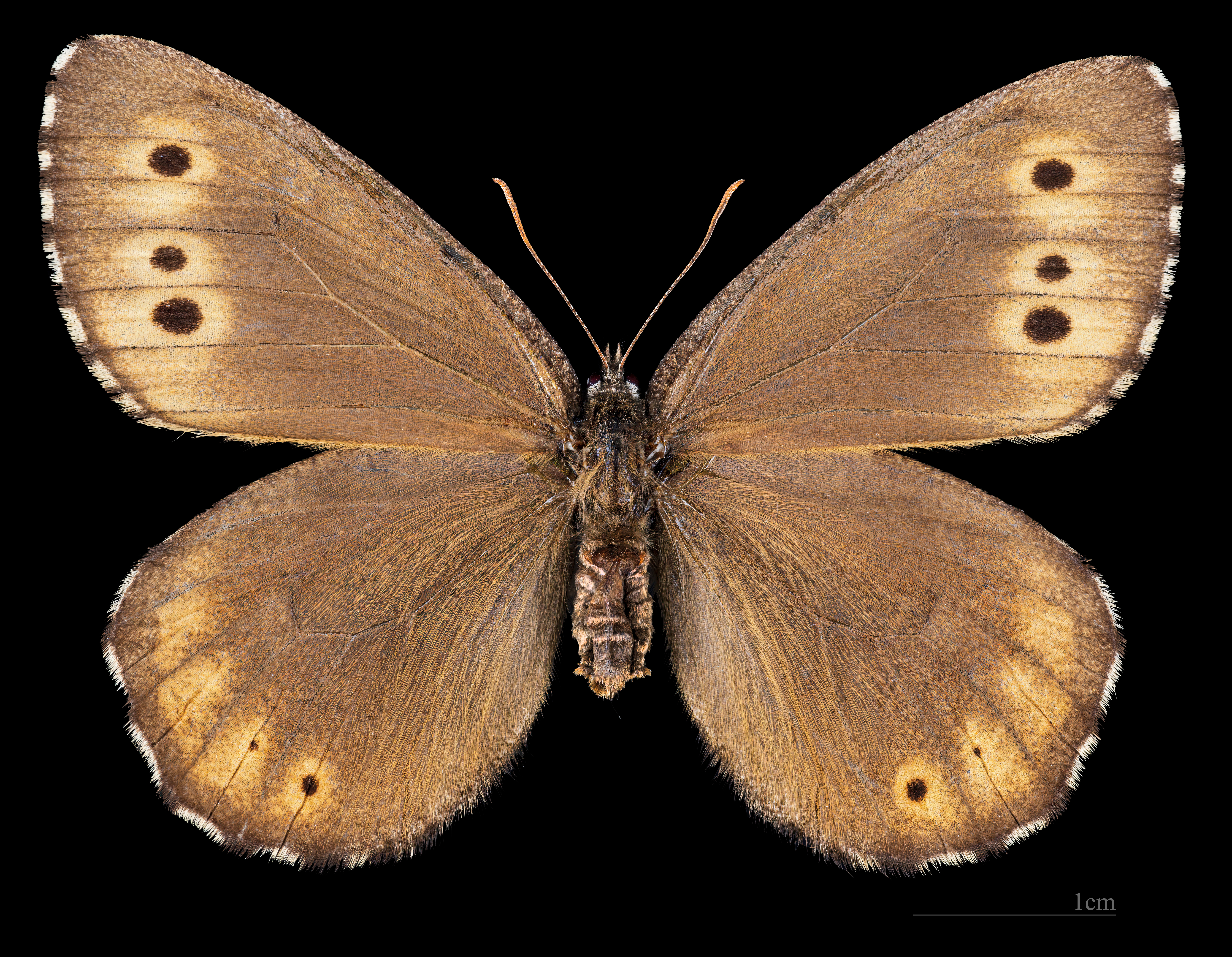
Oeneis jutta jutta  ♂
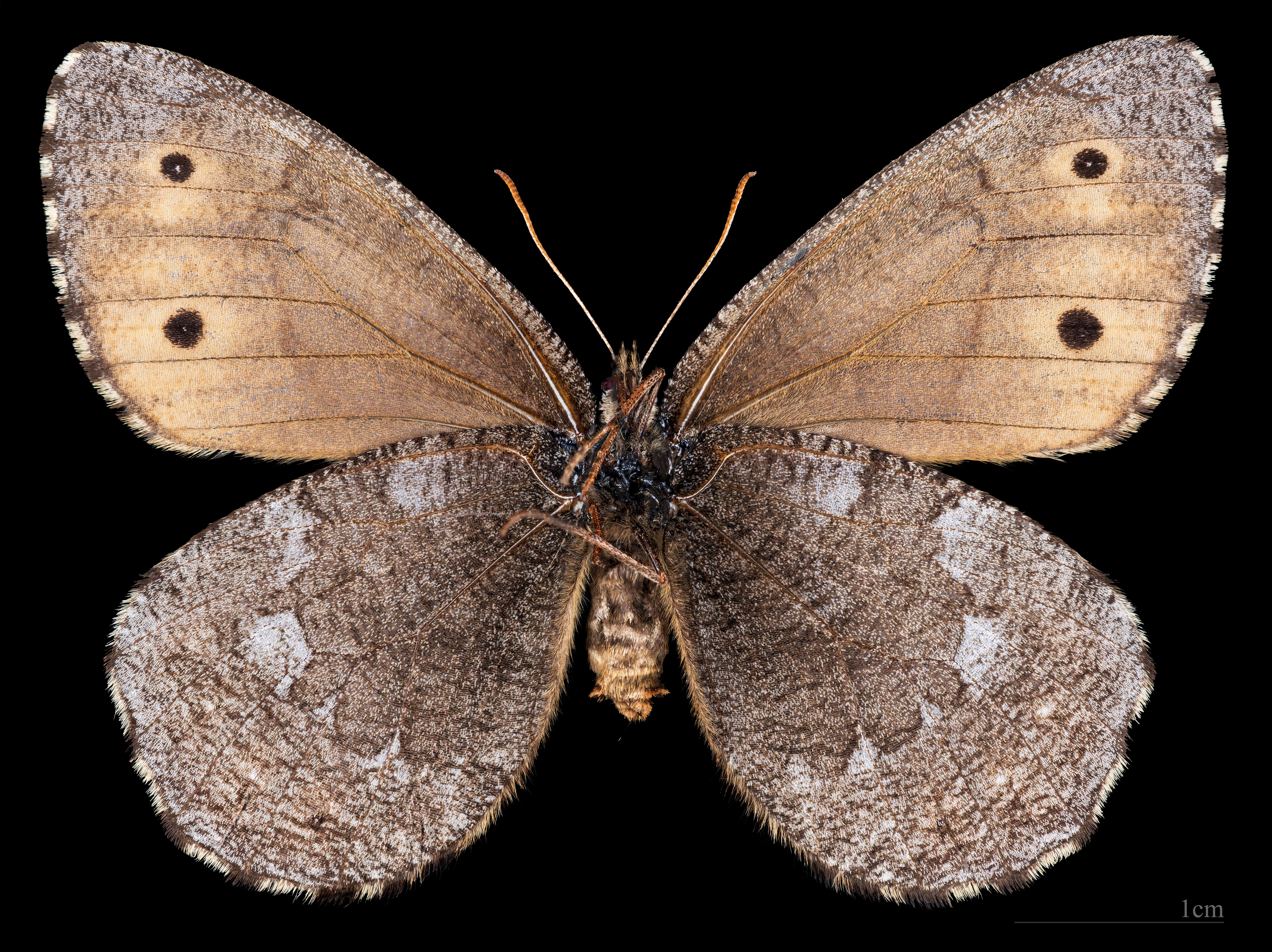
Oeneis jutta jutta ♂  △

Гусениця останнього віку 35-38 мм завдовжки, блідо-вохристо-коричнева, з поздовжніми темно-коричневими смужками. Останній сегмент роздвоєний. Лялечка округла, зеленувато-жовта або пісочна, в чорних цяточках і з смужками на крилових зачатки. Вільно лежить на землі.

## Спосіб життя
Метелики літають у червні. Живуть в розріджених сфагнових соснових і модринових лісах у верхній частині гірсько-лісового поясу, а також на гірських сфагнових болотах. Виділяються стрімким польотом і мають характерну особливість сідати тільки на стовбури стоячих дерев на висоті близько 1,5-2 м. Кормовими рослинами гусениць є осока, злакові і ситникові. Гусениця зимує двічі: вперше у другому або третьому віці, вдруге — в п'ятому віці.